# Paperino e la gomma bucata
Paperino e la gomma bucata (Donald's Tire Trouble) è un film del 1943 diretto da Dick Lundy. È un cortometraggio animato della serie Donald Duck, prodotto dalla Walt Disney Productions e uscito negli Stati Uniti il 29 gennaio 1943, distribuito dalla RKO Radio Pictures.
Il film è stato distribuito in DVD con il titolo Paperino e la ruota ma, poiché la voce di Leslie La Penna all'inizio del corto traduce il titolo come Paperino e la gomma bucata, quest'ultimo è da considerarsi il titolo italiano ufficiale.

## Trama
Il cartone animato si prende gioco delle difficoltà del razionamento della gomma in America, una conseguenza della seconda guerra mondiale. Mentre sfreccia in macchina su una strada, Paperino passa sopra a un chiodo su un ferro di cavallo, bucando uno pneumatico e rendendone necessaria la sua sostituzione. Il papero però incontra molte difficoltà ad alzare l'auto con il cric, a rimuovere lo pneumatico danneggiato, a riparare la camera ad aria con una toppa, a rigonfiare la camera ad aria e a riassemblare il tutto. Quando finalmente riesce a riparare l'automobile, Paperino si accinge a continuare il viaggio, ma in quel momento tutti e quattro gli pneumatici si rompono. Paperino sbraita, per poi continuare imperterrito il suo viaggio con le quattro gomme bucate.

## Distribuzione

### Edizione italiana
L'unico doppiaggio italiano conosciuto è quello realizzato negli anni novanta dalla Royfilm per la trasmissione televisiva e pubblicato in DVD.

### Edizioni home video

#### VHS
- Serie oro - Paperino (dicembre 1985)

#### DVD
Il cortometraggio è incluso nel DVD Walt Disney Treasures: Semplicemente Paperino - Vol. 2.